# Bocca di Forli
A Bocca di Forli vagy Rionero-hágó egy 891 m magasan fekvő hágó, mely a Déli- és Középső-Appenninek közötti határt képezi. A Volturno és Sangro folyók közötti vízválasztó része. A hágó Abruzzo és Molise régiók határán fekszik: Castel di Sangro és Rionero Sannitico települések között.